# 권종락
권종락(權鍾洛, 1949년 8월 16일 ~ 2010년 1월 28일, 경북 포항)은 대한민국의 외무공무원이다. 이명박 대통령 당선자의 외교보좌역 출신으로 2008년 2월 외교통상부 제1차관을 지냈다.

## 학력
- 1972년 : 서울대학교 외교학 학사
- 1979년 : 터프츠 대학교 플레처법률외교대학원 석사

## 경력
- 제5회 외무고시 합격
- 외교통상부 통상정책과장
- 주 유엔 대표부 참사관
- 1998년 : 대통령비서실 외교안보수석실 외교통상비서관
- 1998년 : 외교통상부 북미국장
- 1998년 : 주 케냐 대사관 대사
- 2002년 : 연세대학교 정치외교학과 겸임교수
- 2004년 : 주 아일랜드 대사관 대사
- 2007년 : 이명박 대통령 당선자 외교보좌역
- 2008년 : 외교통상부 제1차관

## 참고
| 전임 조중표 | 제11대 외교통상부 제1차관 2008년 2월 29일 ~ 2009년 11월 13일 | 후임 신각수 |